# Рон Черноу
Рон Черноу (на английски: Ron Chernow) е американски журналист, филмов продуцент и биограф, автор на бестселъри и наградени биографии на исторически личности от света на бизнеса, финансите и американската политика.

## Биография и творчество
Рон Черноу е роден на 3 март 1949 г. в Бруклин, Ню Йорк, САЩ, в еврейското семейство на предприемач, основател на брокерска фирма, и счетоводителка. След завършване на гимназия през 1966 г. следва английска литература в Йейлския университет и получава бакалавърска степен и после в Пембрук Колидж на Кеймбриджкия университет, който завършва с отличие с магистърска степен през 1970 г. Опитва да получи сред това докторска степен, но не завършва програмата.
След дипломирането си, в периода 1973 – 1982 г. работи като журналист на свободна практика и пише повече от 60 статии за национални вестници и списания. После работи като директор на отдела за изследванията на финансовата политика за мозъчния тръст „The Century Foundation“. През 1986 г. напуска организацията и се посвещава на писателската си кариера, като пише и статии за „Ню Йорк Таймс“ и „Уолстрийт Джърнъл“. Дава интернюта и коментари за бизнеса, политиката и финансите в национални радио и телевизионни предавания, участва като експерт по документални филми.
Първата му книга „Къщата на Морган: американската банкова династия и възходът на модерните финанси“ е издадена през 1990 г. Книгата получава Националната награда за документална литература.
Книгата му „Alexander Hamilton“, биография на Александър Хамилтън, е издадена през 2004 г. Тя печели първата литературна награда „Джордж Вашингтон“. През 2020 г. по книгата е направен едноименния филм-мюзикъл с участието на Лин-Мануел Миранда.
През 2010 г. е издадена книгата му „Washington: A Life“ (Вашингтон: Живот) за Джордж Вашингтон. Книгата печели наградата за американска историческа книга и престижната награда „Пулицър“ за биография.
За произведенията си е удостоен с почетната степен „доктор хонорис кауза“ от университета Лонг Айлънд, колежа Меримаунт Манхатън, колеж Хамилтън, колежа Вашингтон и колежа Скидмор.
През 1990 г. става член на Американския ПЕН център, а през 2006 г. става председател на Съвета на попечителите, заменяйки писателя Салман Рушди.
През 1979 г. се жени за Валери Стърн, истент по езици и социални науки в Нюйоркския технологичен колеж, която умира през 2006 г.
Рон Черноу живее в Бруклин, Ню Йорк.

## Произведения
- The House of Morgan: An American Banking Dynasty and the Rise of Modern Finance (1990)
- The Warburgs (1993)
- The Death of the Banker (1997)
Смъртта на банкера : Упадъкът на големите банкерски династии и триумфът на дребния инвеститор, изд. „Весела Люцканова“ (1997), прев. Владимир Германо
- Titan: The Life of John D. Rockefeller, Sr. (1998)
Рокфелер : Животът на Джон Д. Рокфелер-баща, изд. „Сибия : Дариан“ (1999), прев. Надежда Константинова
- Alexander Hamilton (2004)
- Washington: A Life (2010)
- Grant (2017)

### Екранизации
- 2020 Хамилтън, Hamilton